# Lon Poff

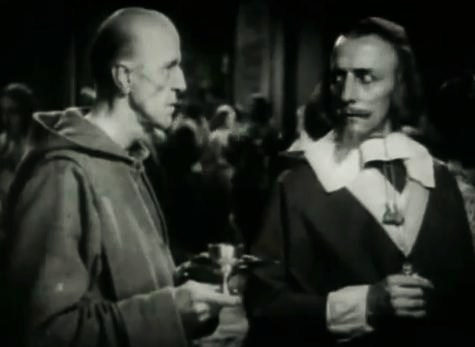
Con Nigel De Brulier (der.) en La máscara de hierro (1929)

Lon Poff (8 de febrero de 1870 – 8 de agosto de 1952) fue un actor cinematográfico de nacionalidad estadounidense. Activo entre 1917 y 1951, actuó en más de un centenar de producciones.

## Biografía
Su verdadero nombre era Alonzo M. Poff, y nació en Bedford, Indiana.
Debutó en el cine con dos filmes rodados en 1917, participando en más de cincuenta cintas mudas. Entre sus papeles figura el del padre Joseph (confesor de la Reina Ana de Austria) en The Three Musketeers, de Fred Niblo (1921), y en La máscara de hierro,  de Allan Dwan (1929), ambas cintas protagonizadas por Douglas Fairbanks. 
Actor con pequeños papeles, a menudo sin reflejo en los créditos, Poff actuó en más de sesenta películas sonoras, entre ellas el serial Flash Gordon (1936) y Joan of Arc, de Victor Fleming. Su última película fue Father's Little Dividend, de Vincente Minnelli (con Spencer Tracy, Joan Bennett y Elizabeth Taylor), estrenada en 1951, un año antes de su muerte. 
Lon Poff falleció en Los Ángeles, California, en 1952. Fue enterrado en el Cementerio Forest Lawn Memorial Park, en Glendale (California).

## Selección de su filmografía

### Período mudo (1917-1929)
- 1917 : The Scarlet Car, de Joseph De Grasse
- 1919 : The Shepherd of the Hills, de Louis F. Gottschalk y Harold Bell Wright
- 1920 : Sand!, de Lambert Hillyer
- 1920 : The Man Who Dared, de Emmett J. Flynn
- 1921 : The Old Swimmin' Hole, de Joseph De Grasse
- 1921 : The Three Musketeers, de Fred Niblo
- 1921 : Big Town Ideas, de Carl Harbaugh
- 1921 : The Night Horsemen, de Lynn Reynolds
- 1922 : The Village Blacksmith, de John Ford
- 1922 : Tracked to Earth, de William Worthington
- 1923 : Brass Commandments, de Lynn Reynolds
- 1923 : Main Street, de Harry Beaumont
- 1923 : The Girl I Loved, de Joseph De Grasse
- 1923 : Suzanna, de F. Richard Jones
- 1923 : The Man Who Won, de William A. Wellman
- 1924 : The Man from Wyoming, de Robert N. Bradbury
- 1924 : Avaricia, de Erich von Stroheim
- 1924 : Dante's Inferno, de Henry Otto
- 1924 : Excitement, de Robert F. Hill
- 1924 : Darwin Was Right, de Lewis Seiler
- 1925 : The Million Dollar Handicap, de Scott Sidney
- 1925 : Isn't Life Terrible?, de Leo McCarey
- 1925 : The Merry Widow, de Erich von Stroheim
- 1925 : A Thief in Paradise, de George Fitzmaurice
- 1926 : Marriage License?, de Frank Borzage
- 1926 : Mantrap, de Victor Fleming
- 1926 : Bardelys the Magnificent, de King Vidor
- 1926 : Long Fliv the King, de Leo McCarey
- 1927 : The Valley of the Giants, de Charles Brabin
- 1927 : The Tender Hour, de George Fitzmaurice
- 1927 : Silver Valley, de Benjamin Stoloff
- 1928 : Two Tars, de James Parrott
- 1928 : Greased Lightning, de Ray Taylor
- 1928 : El hombre que ríe, de Paul Leni
- 1929 : The Faker, de Phil Rosen
- 1929 : La máscara de hierro, de Allan Dwan

### Período sonoro (1929-1951)
- 1929 : Courtin' Wildcats, de Jerome Storm
- 1930 : The Laurel-Hardy Murder Case, de James Parrott
- 1930 : Tom Sawyer, de John Cromwell
- 1931 : Caught, de Edward Sloman
- 1931 : The Itching Hour, de Lewis R. Foster
- 1932 : So Big!, de William A. Wellman
- 1932 : Whistlin' Dan, de Phil Rosen
- 1933 : Mystery of the Wax Museum, de Michael Curtiz
- 1933 : Hello, Everybody!, de William A. Seiter
- 1934 : The Mighty Barnum, de Walter Lang
- 1935 : She Couldn't Take It, de Tay Garnett
- 1936 : Flash Gordon, de Frederick Stephani y Ray Taylor (serial)
- 1936 : Rivales, de Howard Hawks y William Wyler
- 1937 : Sólo se vive una vez, de Fritz Lang
- 1938 : The Texans, de James P. Hogan
- 1940 : Murder in the Air, de Lewis Seiler
- 1941 : Back in the Saddle, de Lew Landers
- 1942 : Los viajes de Sullivan, de Preston Sturges
- 1942 : I Married an Angel, de W. S. Van Dyke
- 1943 : The More the Merrier, de George Stevens
- 1943 : Esta tierra es mía, de Jean Renoir
- 1945 : The Great John L., de Frank Tuttle
- 1946 : The Desert Horseman, de Ray Nazarro
- 1948 : Joan of Arc, de Victor Fleming
- 1949 : Madame Bovary, de Vincente Minnelli
- 1951 : Father's Little Dividend, de Vincente Minnelli